# Bildstock (Winterrieden)

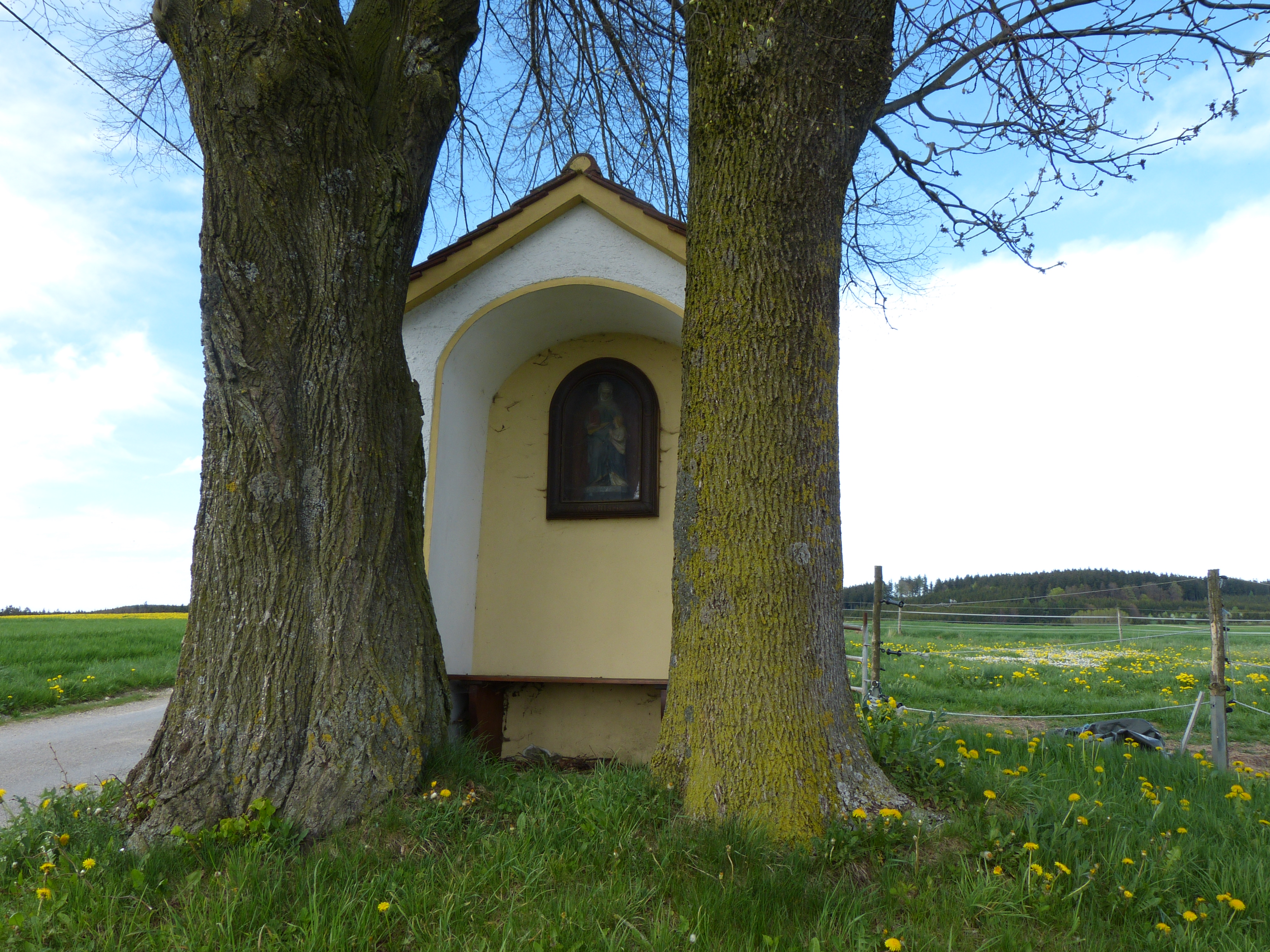
Bildstock in Winterrieden, 2012

Der Bildstock in Winterrieden, im Landkreis Unterallgäu, Bayern, wurde im 18. Jahrhundert errichtet und befindet sich nördlich des Ortes. Der denkmalgeschützte Bildstock ist als querrechteckiges Gehäuse mit Satteldach ausgeführt. Das tonnengewölbte Innere ist nach Süden hin durch eine korbbogige Arkade geöffnet. In einer kleinen Rundbogennische befindet sich eine gefasste Holzfigur der Mutter Anna mit Maria. 